# Acanthochondria lilianae
Acanthochondria lilianae is een eenoogkreeftjessoort uit de familie van de Chondracanthidae. De wetenschappelijke naam van de soort is voor het eerst geldig gepubliceerd in 2011 door Cantatore, Lanfranchi & Timi.